# Johnny Pacar
Johnny Pacar, geboren als John Edward Pacuraru (Dearborn (Michigan), 6 juni 1981) is een Amerikaanse acteur.

## Biografie
Als kind wilde Jonny al mensen entertainen. Hij was een ster in ijshockey en wilde altijd al in de NHL spelen. Maar hij koos voor een andere weg toen hij begon met acteren in toneel- en theaterstukken. Op de middelbare school vormde hij een paar bandjes die gedreven waren door zijn punk rock beïnvloeding. Ook volgde hij drama op school voor school- en lokale theaterstukken. Nadat hij slaagde op Wayne Memorial High School in 1999 verhuisde hij naar Los Angeles in mei 2001. Na twee maanden kreeg hij een agent, deed hij mee in een nationale commercial, kreeg hij de hoofdrol in Purgatory House en kreeg hij een bijrol in Boston Public.
Hij is vooral bekend door zijn rol als Cody Jackson in de tienerserie Flight 29 Down. In 2008 speelde hij Roddy in de film Wild Child. Vanaf 2009 doet hij mee in de tv-serie Make it or Brake it als Damon Young. In zijn vrije tijd zingt hij ook heel graag en speelt de gitaar.
Pacar won in 2009 de Best Supporting Actor award op de Orlando Film Festival voor zijn optreden in Love Hurts.

## Filmografie

### Televisieserie
- Judging Amy (2002) als Jason Christopher
- Boston Public (2002-2003) als Boone
- The Brothers Garcia (2003) als Rush Bauer
- Tru Calling (2003) als Adam Whitman
- American Dreams (2003-2004) als Jimmy Francis
- George Lopez (2004) als Noah
- Medium (2005) als Vergiftigde jongen
- Flight 29 Down (2005-2007) als Cody Jackson
- Crossing Jordan (2007) als Ben Kensith
- Cold Case (2006) als Dayton '95
- CSI: Miami (2007) als Nathan Atherton
- Eli Stone (2008) als 19-jarige Eli
- Hallmark Hall of Fame (2008) als Jeff
- Ghost Whisperer (2009) als Miles Maitland
- Make it or Brake it (2009-heden) als Damon Young

### Televisiefilm
- Combustion (2004) als Jesse Harper
- Now You See It... (2005) als Danny Sinclair
- Flight 29 Down: The Hotel Tango (2007) als Cody Jackson
- Front of the class (2008) als Jeff

### Film
- Purgatory House (2004) als Sam

- Detroit (2006) als Spike
- Wild Child (2008) als Roddy
- The Dead Undead (2009) .... Travis
- Cryptic (2009) als Damon
- Love Hurts (2009) als Justin Bingham
- Fort McCoy (2010) (postproductie) als Texas Slim